# پونتنیوید
پونتنیوید (به انگلیسی: Pontnewydd) یک منطقهٔ مسکونی در بریتانیا است که در تورواین واقع شده‌است. پونتنیوید ۲٫۳۶ کیلومتر مربع مساحت و ۶٬۳۰۵ نفر جمعیت دارد.